# Rio Leça
Rio Leça est une localité de Sao Tomé-et-Principe située au nord-ouest de l'île de São Tomé, au sud de Neves, dans le district de Lembá. C'est une ancienne roça.

## Population
Lors du recensement de 2012, 27 habitants y ont été dénombrés.

## Roça
Petite roça indépendance, elle est assez bien conservée.